# M109 (САУ)
M109 (англ. 155mm Self-Propelled Howitzer M109) — американская самоходная артиллерийская установка класса самоходных гаубиц.
Создана в 1953—1960 годах для замены малоудачной M44, параллельно со 105-мм САУ M108. Находилась в серийном производстве в США, неоднократно модернизируясь, с 1962 по 2003 год, также выпускалась по лицензии в 1990-х годах в Южной Корее. Быстро стала стандартной САУ войск США, вытеснив как более старые образцы, так и M108. Впервые M109 была использована в бою во Вьетнамской войне и впоследствии применялась почти во всех военных конфликтах, в которых принимали участие США. Помимо армии США, получила распространение в войсках стран НАТО, в значительных количествах поставлялась также в ряд других стран и использовалась во многих региональных конфликтах.
Многочисленные попытки заменить её на другие, более современные САУ, были отвергнуты в итоге по экономическим соображениям в пользу модернизации.

## Разработка

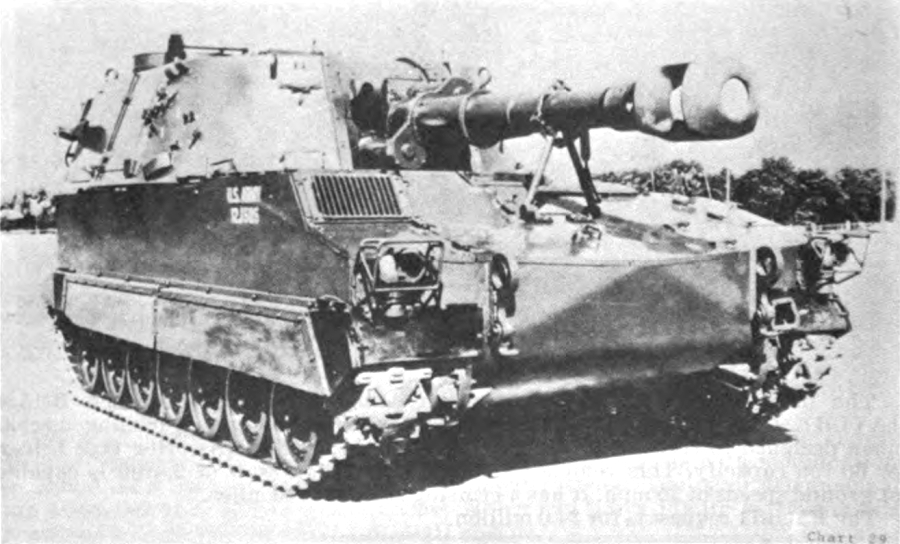
M109 исходной модели

В проекте по созданию опытного прототипа M109 участвовало несколько независимых друг от друга корпораций-подрядчиков с собственными проектами: Consolidated Diesel Electric, FMC, General Motors, Chrysler и Caterpillar, — аналогичный набор подрядчиков участвовал в проекте разработки лёгкого танка XM551 Sheridan. Лицом, ответственным за осуществление контроля над ходом проекта на стадии серийного производства от Управления вооружений Армии США был назначен полковник Пол Симпсон.
Созданием модифицированных вариантов САУ и их мелкосерийным производством опытными партиями занималась компания Bowen-McLaughlin-York на заводе в Йорке, Пенсильвания, которая сформировала для этих целей производственный консорциум с корпорацией FMC (с главенствующей ролью последней), в образованном консорциуме, FMC брала на себя организацию серийного производства, сборка осуществлялась её же персоналом в специально построенном для этих целей сборочном цехе на территории Леттеркеннийского армейского арсенала (это требовалось по условиям государственного контракта). Кливлендский автобронетанковый завод (казённое учреждение) администрировался по контракту сначала Cadillac, а затем Chrysler, которая занималась выпуском САУ до начала 1970-х гг.

## Задействованные структуры
В производстве M109 были задействованы следующие подрядчики:
Частный сектор
- Корпус, шасси, двигатель, моторно-трансмиссионная группа, сборочные узлы, запчасти, инженерно-техническое обслуживание — General Motors Corp., Индианаполис, Индиана;[8]

- Разработка и испытания — Defense Systems Division, Уоррен, Мичиган;
- Корпус и шасси — Cadillac Motor Car Division, Кливленд, Огайо;
- Двигатель 8V71T — Detroit Diesel Division, Детройт, Мичиган;
- Моторно-трансмиссионная группа XTG-411-2A — Allison Engine Division, Индианаполис, Индиана;

- Корпус, шасси и башня — Chrysler Corp., Cleveland Army Tank-Automotive Plant, Кливленд, Огайо;[12]
- Корпус, шасси и башня (усовершенствованные) — FMC Corp. → United Defense, LP[англ.], Санта-Клара, Калифорния;[13]

- Корпус и башня — Ground Systems Division, Сан-Хосе, Калифорния;
- Шасси — BMY Combat Systems Division, Йорк, Пенсильвания;
- Сборка — Paladin Production Division, Леттеркенни, Пенсильвания;

- Приборы — Honeywell Inc., Сент-Питерсберг, Флорида;[13]
- Электроника — Sechan Electronics, Inc., Литиц, Пенсильвания;[13]
- Средства связи — Alliant TechSystems Inc., Идайна, Миннесота;[13]
- Гидравлический досылатель и запасные части механизма заряжания — Bauer Ordnance Co., Уоррен, Мичиган;[8]
- Обрезиненные танковые траки  — Goodyear Tire & Rubber Co., Акрон, Огайо; Standard Products Co.[англ.], Кливленд, Огайо[14]

Государственный сектор
- Орудие M185 — Уотервлитский арсенал, Уотервлит, Нью-Йорк;[15]
- Станок M178 — Рок-Айлендский арсенал, Рок-Айленд, Иллинойс;[15]
- Станок M127 — Уотертаунский арсенал[англ.], Уотертаун, Массачусетс;[10]
- Сборка (совместно с частным подрядчиком) — Леттеркеннийский армейский арсенал[англ.], Леттеркенни, Пенсильвания.[13]

## Описание конструкции
Самоходная артиллерийская установка на гусеничном шасси с вращающейся башней.
Корпус и башня выполнены из катаной алюминиевой брони, которая обеспечивает защиту от огня стрелкового оружия и осколков снарядов полевой артиллерии.
Вооружение: 155-мм гаубица M126 (длина ствола 23 клб), 12,7-мм пулемёт M2HB. Орудие установлено на станке M127, оснащено эжектором и дульным тормозом. Противооткатные устройства — гидропневматические. Приводы наведения — гидравлический (основной) и ручной (вспомогательный). Затвор поршневой; заряжание картузное. Обычная скорострельность — 1 выстр/мин, максимальная — 4 выстр/мин в течение 3-х первых минут стрельбы.
Система управления огнём: оптический прицел (увеличение 4×, поле зрения 10°), панорамный прицел (4× и 10°), квадрант и квадрант наводчика.
Применяемые боеприпасы от 155-мм гаубица M114: осколочно-фугасные снаряды M107 и M795, активно-реактивный осколочно-фугасный снаряд M549, кассетные снаряды M449A1, M483A1, M692 и M718/M741, осветительные снаряды M485 и M818, дымовой снаряд M825, управляемый снаряд M712 «Копперхед», практический снаряд M804.
Двигатель — дизельный 8V-T71 компании «Детройт Дизель».
Дополнительное оборудование: приборы ночного видения.
Экипаж состоит из шести человек: командира орудия, наводчика, помощника наводчика, механика-водителя и двух номеров расчёта.

## Модификации
- M109A1 — поступила на вооружение в 1973 году. Отличается увеличенной длиной ствола, усовершенствованными приводами наведения и усиленной подвеской. Возможно применение кассетных снарядов с донным газогенератором M864.
  - M109A1 Hoveizeh — иранские M109A1.
- M109A2 — поступила на вооружение в 1979 году. Изменена конструкция досылателя и противооткатных устройств. Боекомплект увеличен на 8 выстрелов.
- M109A3 — модернизированный вариант M109A1. Заменён орудийный станок. Оборудована системой удаления воздуха из топливной системы, усовершенствованной приборной панелью механика-водителя, системами контроля состояния боеукладки, торсионных валов, тормоза отката и накатника. Максимальная дальность стрельбы обычным осколочно-фугасным снарядом увеличена до 18 км, активно-реактивным — до 24 км.
  - M109A3G — модернизированный вариант, разработанный в ФРГ в 1983 году и производившийся с 1985 года. Отличается новым орудием со стволом от буксируемой гаубицы FH70 Rheinmetall, более совершенными противооткатными устройствами, новым клиновым затвором и введённым в боекомплект усиленным боевым зарядом (что позволило увеличить дальность стрельбы с 14,6 до 18 км и скорострельность — с 4 до 6 выстрелов в минуту). За счёт изменённой укладки боеприпасов количество выстрелов было увеличено с 28 до 34. Также на боевой машине были установлены новые, западногерманские прицелы и приборы наблюдения, средства связи, гусеницы, 7,62-мм зенитный пулемёт MG.3 и дымовые гранатомёты[16].
  - M109A3GN — модернизированный вариант, разработанный в 1988 году и произведённый в 1988—1990 для M109, состоявших на вооружении армии Норвегии. Установлены новые стволы производства компании «Рейнметалл», что позволило увеличить дальность стрельбы. Заказ общей стоимостью 118 млн норвежских крон выполнен компанией «NFT»[17].
  - M109A3DK — датские M109, доведённые до уровня M109A3 фирмой Diehl Defence в конце 1980-х. Помимо улучшений от обычных М109А3, также получили новые тормоза и траки немецкого производства[18].
- M109A4 — установлена система защиты от оружия массового поражения. Усовершенствованы механизмы горизонтального наведения орудия, внесены изменения в силовую установку.
- M109A5 — установлено новое орудие M284 (длина ствола 39 клб) на орудийном станке M182. Максимальная дальность стрельбы увеличена до 30 км. По требованию заказчика могут устанавливаться система GPS и автоматизированная система управления огнём.
- M109A6 Paladin — модификация разработана в рамках программы HIP, производство начато в 1990 году[19]. Принята на вооружение в 1992 году. Установлена новая башня с улучшенной броневой защитой и внутренней обшивкой из кевлара. Орудие — M284 на станке M182A1. Оборудована новой радиостанцией, автоматизированной системой управления огнём (программно реализована на языке программирования приложений высокой надёжности Ada, среда разработки Aonix Object Ada, объединяет ИНС, датчики оружия, высоты и цифровую криптостойкую систему передачи данных, основанную на быстрой перестройке частоты, для противодействия РЭБ противника — СУО шлет на КП батареи (FDC — fire direction center) или батальона точные данные местоположения и высоты)[20], бортовым баллистическим вычислителем и навигационной системой, обеспечивающими автоматическое наведение орудия, приёмником космической радионавигационной системой NAVSTAR. Все это позволяет вести огонь с короткой остановки (уже через 30 сек — с равной точностью предыдущим выстрелам). Это же позволяет применять тактику парной (а не батарейной) стрельбы, которая повышает выживаемость при контрбатарейной борьбе или атаке с воздуха. Были улучшены внутренние отсеки хранения выстрелов и амуниции (повышена их безопасность и емкость — с 36 до 39 выстрелов).
- М109А7 (бывший M109A6 PIM) 2012 год — модернизированный вариант M109A6 «Паладин». Модернизированная САУ оснащена цифровой системой управления огнём и усовершенствованной полуавтоматической системой заряжания. Также гидравлические системы управления орудия были заменены на электрический привод, что позволило увеличить боекомплект. Орудие представляет собой 155-мм M284 на станке M182A1. В САУ установлен автомат заряжания. Базовое шасси было заменено на улучшенное с элементами подвески и трансмиссией HMPT-800[1] от M2 «Брэдли». Масса выросла до 36 288 кг[1], при возможности наращивания до 50 т (при необходимости навешивания дополнительной брони). Вместо дизельного двигателя «Детройт Дизель» мощностью 440 л. с. на САУ установлен двигатель БМП M2 «Брэдли» («Камминс» V903 мощностью 675 л. с.)[21]. САУ обладает компьютерной системой слежения исправности оборудования установки[1].
- M109L — модернизированный вариант, производившийся в Италии.
- M-109CL — модернизированный вариант, разработанный FAMAE для вооружённых сил Чили[22]
- M109-52 — версия от BAE Systems с интегрированной 155-мм 52-калиберной пушкой Рейнметалл L52 с максимальной дальностью стрельбы 60 км[23].

## Машины на базе
- M992 FAASV (Field Artillery Ammunition Support Vehicle) — созданный в начале 1980-х годов бронированный транспортёр боеприпасов на шасси M109[24].
- AMERCA (Autonomous Mobility Extended Range Cannon Artillery) — бронированный транспортёр боеприпасов на шасси M109A7.

## На вооружении

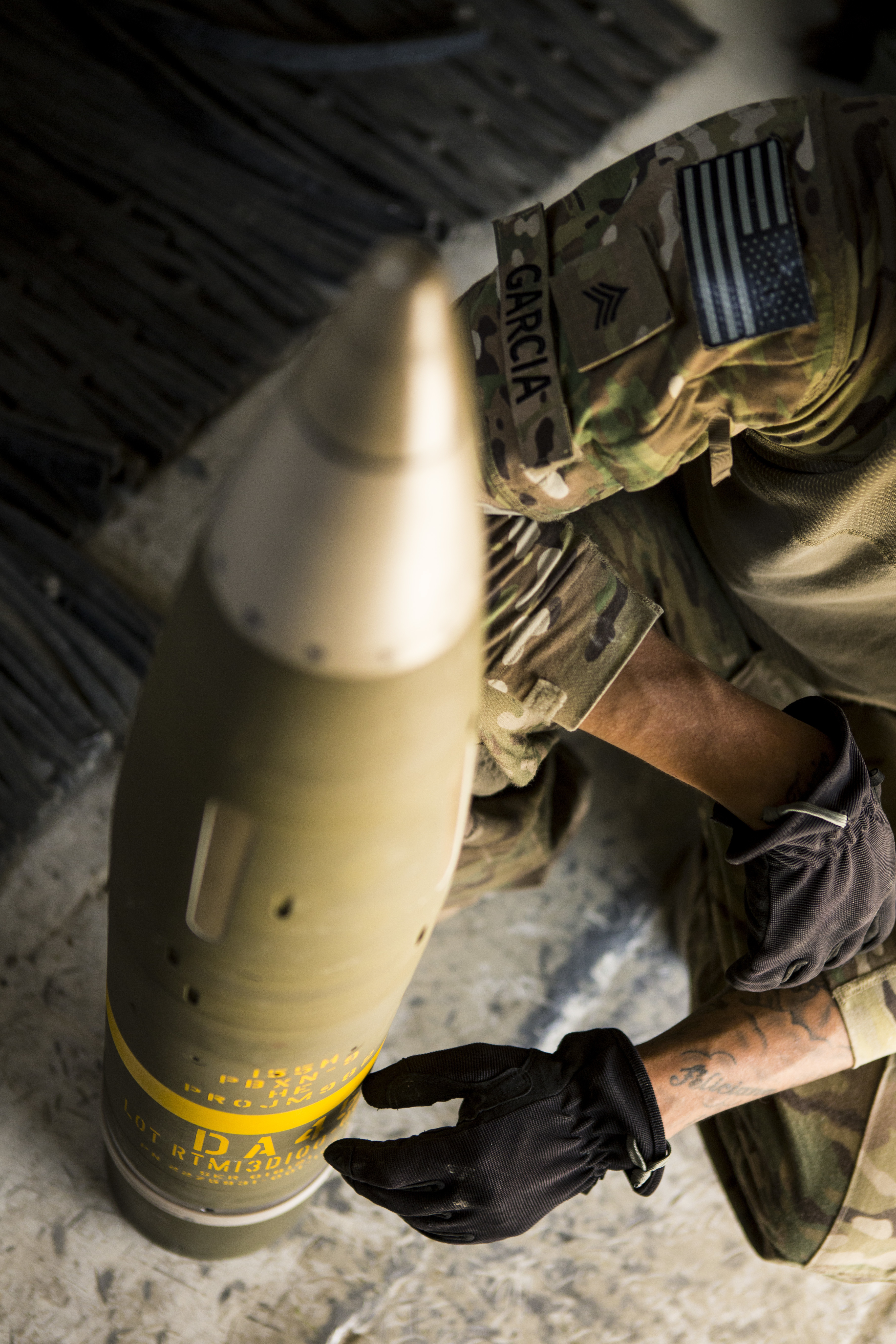
155-мм снаряд к M109A6 4-го дивизиона 1-го артиллерийского полка 1-й бронетанковой дивизии в ходе операции «Непоколебимая решимость» на авиабазе Такаддум в Ираке 27 июня 2016 года.

### Современные операторы
- Австрия — 48 M109A5ÖE по состоянию на 2024 год[25]
- Бахрейн — 20 M109A5, по состоянию на 2016 год[26]
- Бразилия — 37 M109A3, 36 M109A5 по состоянию на 2016 год[27]
- Греция — 418 M109A1B/A2/A3GEA1/A5 по состоянию на 2024 год[28]
- Египет — 164 M109A2 и 204 M109A5, по состоянию на 2013 год[29]
- Израиль — 250 M109A5 (дополнительно 30 M109A1 на хранении), по состоянию на 2020 год[30].
- Индонезия — 18 М109А4ВЕ[31]
- Иордания — 358 M109A1/M109A2, по состоянию на 2016 год[32]
- Испания:
  - Сухопутные войска — 95 M109A5 по состоянию на 2024 год[33]. Имеют обозначение Obús ATP M-109 A5E[34].
  - Морская пехота — 6 M109A2 по состоянию на 2024 год[35]
- Ирак — 6 M109A1 и 24 M109A5, по состоянию на 2021 год[36]
- Иран — около 200 M109A1 и Raad-2 по состоянию на 2021 год[37]
- Латвия — 59 M109A5ÖE на вооружении по состоянию на 2024 год[38]. Заказано 47 единиц из наличия австрийской армии по цене от 60 до 140 тысяч евро за штуку.[39]
- Кувейт — 37 M109A3, по состоянию на 2013 год[40]
- Марокко — 84 M109A1/M109A1B и 43 M109, по состоянию на 2013 год[41]
- ОАЭ — 85 M109A3, по состоянию на 2016 год[42]
- Пакистан — 200 M109A2 и около 115 M109A5, по состоянию на 2021 год[43]
- Перу — 12 M109A2, по состоянию на 2013 год[44]
- Португалия — 18 M109A5 на вооружении и 6 M109A2 на хранении по состоянию на 2024 год[45]
- Республика Корея — 1040 M109A2, по состоянию на 2021 год[46]
- Саудовская Аравия — 110 M109A1B/M109A2, по состоянию на 2016 год[47]
- США — 969 M109A6/A7 из них около 500 на хранении, по состоянию на 2016 год[48]
- Таиланд — 20 M109A5, по состоянию на 2016 год[49]
- Китайская Республика — 225 M109A2/M109A5, по состоянию на 2016 год[50]
- Украина — 90 M109A3GN/A4BE/A5O/A6/L по состоянию на 2024 год[51]
- Чили — 24 M109A3, 24 M109A5+ по состоянию на 2016 год[52]
- Швейцария — 133 M109 KAWEST по состоянию на 2024 год[53]

### Бывшие операторы
- Бельгия — 24 M109, по состоянию на 2007 год[54]
- Великобритания — 140+ закуплены в 1965 году, затем отмодернизированы до стандартов A1 и А2, и в конце концов проданы в Австрию в 1994 году.
- Германия — принята на вооружение в 1964 году, всего в 1960—1970-е годы из США было получено 590 САУ[16]; по состоянию на 2007 год — 499 M109A3G[55]; на 2008 год — 0[56], замещена САУ PzH 2000
- Италия — 300 САУ на хранении на 2022 год.[57]
- Дания — 24 M109, по состоянию на 2016 год[58], 25 мая 2017 года заключен контракт на поставку 15 гаубиц «Сезар» до середины 2019 года, по итогам тендера на замену М109[59]. Последние М109 списаны в марте 2020 года[60].
- Норвегия — 18 M109A3GN, по состоянию на 2016 год[61]. 20 декабря 2017 года норвежское оборонное закупочное ведомство Forsvarsmateriell, подчиняющееся министерству обороны, подписало контракт стоимостью 1,8 млрд крон (216 млн долл.) с южнокорейской компанией Hanwha Land Systems на поставку норвежской армии 24 самоходных гаубиц K9 Thunder калибра 155/52 мм (с опционом ещё на 24 системы). Общая стоимость программы закупки, с учётом реализации опциона, может составить 3,2 млрд крон (384 млн долл.).[62].
- Канада — 76 M109A4B+ 1967—2005 гг.[63]. Заменена на M777[64].
- Ливия — некоторое количество M109, по состоянию на 2013 год[65]
- Нидерланды — 120 M109A3 по состоянию на 2007 год[66]

## Боевое применение

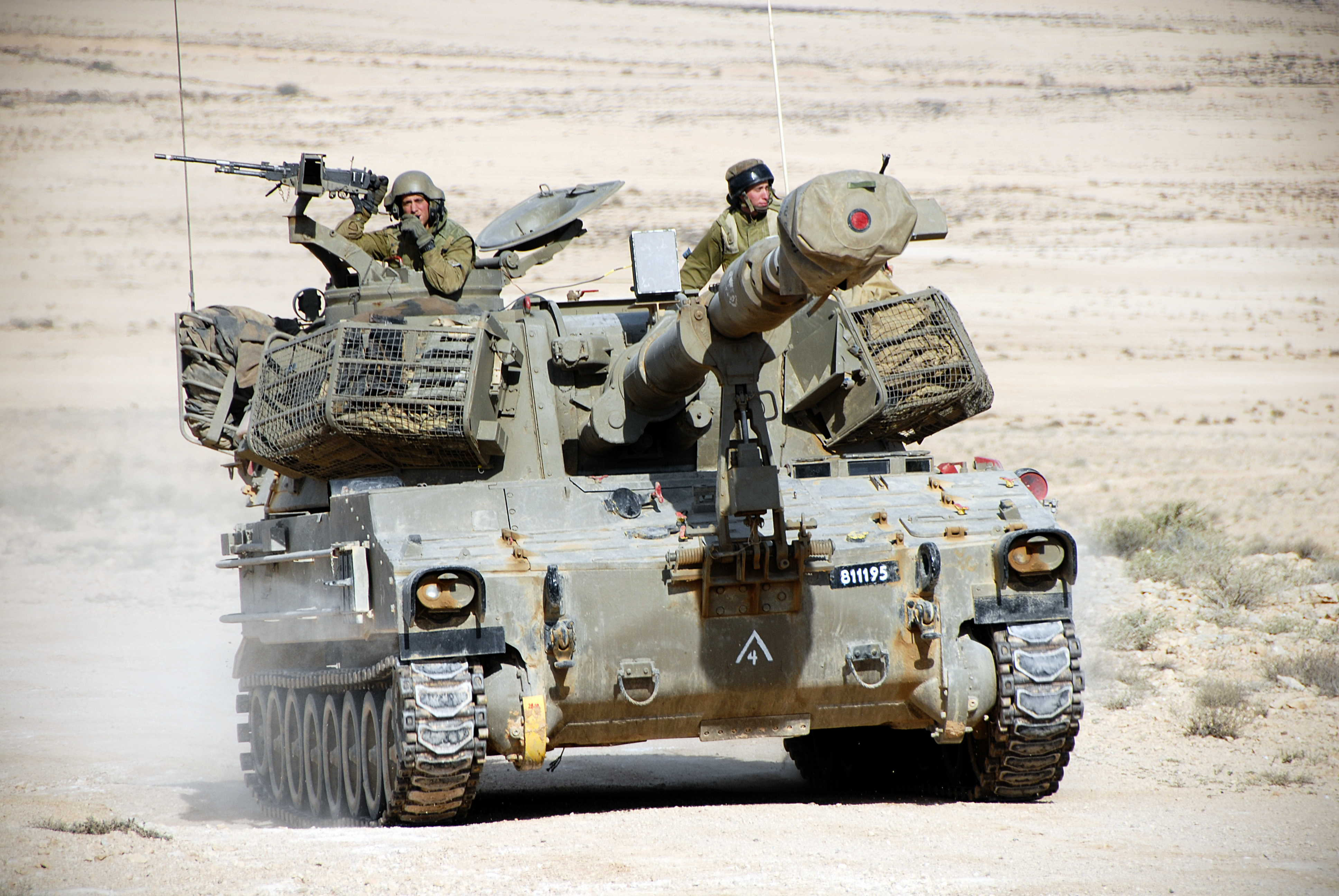
M109 55-го артиллерийского батальона 215-й абр «Амуд ха-Эш» Израиля

### Война Судного дня
Применялись Израилем и Ливией в ходе Октябрьской войны 1973 года. 6 октября 3 израильских САУ M109 были уничтожены огнём сирийских танков. Есть информация, что три ливийских M109 были захвачены израильтянами в конце войны. Одна захваченная египтянами израильская M109 демонстрировалась на выставке трофейной техники в Каире.

### Война за Огаден
Использовались Эфиопией в ходе войны с Сомали в 1977-78 годах. Перед войной Эфиопия имела 12 таких самоходок. Наиболее известным сражением где они применялись была битва за Джиджигу. Несколько M109 в этом бою было захвачено сомалийцами в качестве трофеев.

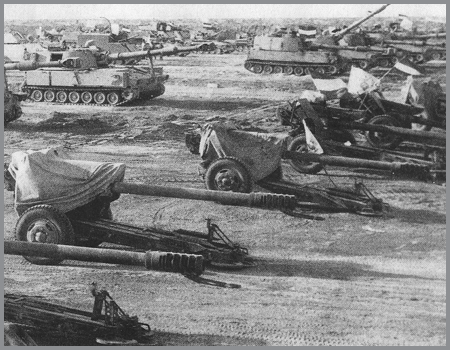
Построение трофейных САУ M109, захваченных МЕК в ходе операции «Сорок Звёзд»

### Ирано-иракская война
В ходе ирано-иракской войны применялись Ираном и трофейные Ираком. Уже в декабре 1980 года появлялись сообщения об использовании захваченных САУ M109 Ираком.
Неизвестное количество иранских САУ M109 было захвачено иракцами. В ходе операции «Сорок Звёзд» было захвачено 13 исправных иранских M109. От довоенных 440 M109 к концу войны осталось около 100 таких самоходок.

### Война в Персидском заливе
Перед войной с Ираком Кувейт имел на вооружении по разным данным 18 или 36 САУ M109. Все или почти все были захвачены в ходе неудавшейся обороны Кувейта от иракской армии в августе 1990 году. Иорданские специалисты помогли поставить в строй вооружённых сил Ирака трофейные M109.
6 ноября 1990 года во время операции «Щит пустыни» самоходная артиллерийская установка M109A4 из состава 212-й артиллерийской бригады США загорелась и взорвалась на полигоне в Саудовской Аравии.
В 1991 году применялись в ходе операции «Буря в пустыне». 2 февраля 1991 года на территории Саудовской Аравии американская батарея орудий M109A3 была несколько раз подряд атакована одним и тем же американским штурмовиком A-6E Intruder, в результате атаки одно орудие M109A3 было подбито, 1 артиллерист погиб и 3 было ранено.

### Гражданская война на Ливии
В ходе авиаударов НАТО по Ливии в 2011 году некоторое количество ливийских самоходок M109 было уничтожено.

### Российско-украинская война
M109A3GN используются в составе вооружения 28-й и 72-й механизированных бригад Вооружённых сил Украины В бою по украинской гаубице было нанесено три удара ОТРК «Точка-У», при этом гаубица получила лишь легкие повреждения. M109A6 сыграли важную роль в украинском контрнаступлении, в частности, показав высокую эффективность, при освобождении села Работино и прорыва плотных линий российской обороны, во время боёв одна гаубица выпускала по 50-100 снарядов в день, в том числе используя кассетные боеприпасы для поражения российских окопов

## Инциденты
В ноябре 1989 года в Аризоне во время испытаний прототипа модифицированной САУ M109 с израильским экипажем произошла детонация снаряда внутри гаубицы. В результате взрыва прототип был тяжело повреждён, два израильских артиллериста погибло и два было ранено.
В июле 1991 года батарея из семи американских САУ M109 была уничтожена во время пожара на военной базе Кэмп Доха в Кувейте.

## Эффективность против легкобронированной техники
Считается, что разрыв снаряда М109 «Паладин», в нескольких метрах от БМП-1 или БМП-2 приводит к тяжелым повреждениям, вплоть до уничтожения. Урон достигается, в первую очередь, за счёт пробивания корпуса БМП крупными осколками.

## Место в ОШС

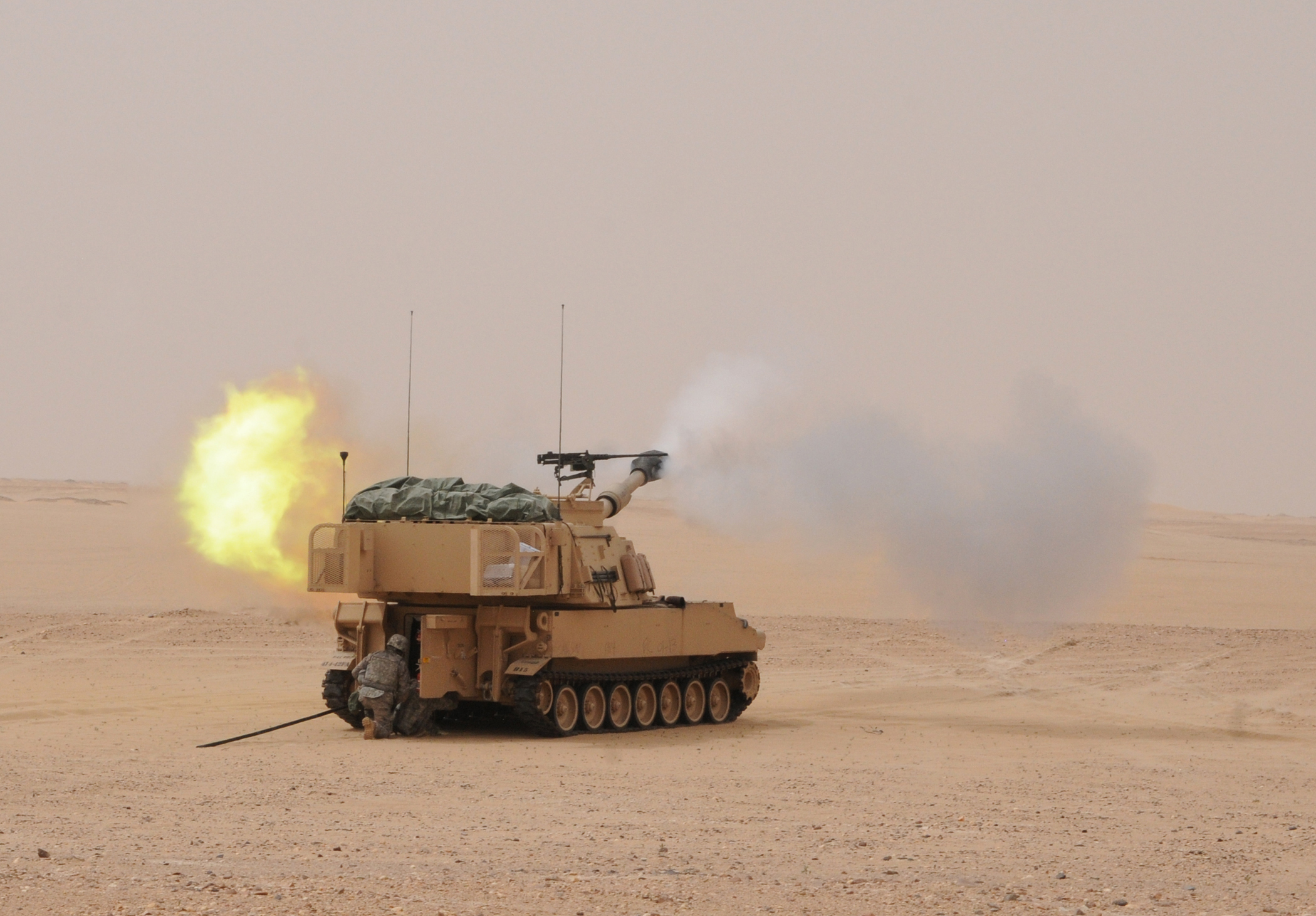
САУ 4-го дивизиона 42-го артиллерийского полка 4-й пехотной дивизии США ведёт стрельбу на полигоне Удайри на военной базе Кэмп-Бюринг (Camp Buehring), в Кувейте. 3 апреля 2013 года.

В ОШС ВС США САУ M109 находятся на вооружении бронетанковых бригад Сухопутных войск США. Общее количество бронетанковых бригад на 2019 год, согласно реформе, достигает 16 (включая Национальную гвардию) формирований.

## В массовой культуре

### Стендовый моделизм
M109 широко представлен в стендовом моделизме. Сборные пластиковые модели-копии M109 в масштабе 1:35 выпускаются фирмами «Итальери» (Италия), «Тамия» (Япония), «Драгон» (Китай), «Трумпетер» (Китай), «АФВклуб».
В масштабе 1:72 доступны несколько версий САУ М109 (М109, М109А1, М109А2) от болгарской компании ОКБ Григоров. В масштабе 1:100 М109 также от Российской компании Звезда.

### Игровая индустрия
M109 и M109A6 Paladin представлены в онлайн-игре Armored Warfare в качестве исследуемых САУ пятого и восьмого уровней соответственно.
В серии игр Wargame, начиная с Wargame: European Escalation, M109 различных модификаций доступны странам НАТО и их союзникам.
Представлена в виде нескольких моделей: M109A1, M109G, а также M109 в игре War Thunder.

## Сравнительная характеристика

### Образцы американской полевой артиллерии
| Полевая артиллерия США периода Холодной войны | Полевая артиллерия США периода Холодной войны | Полевая артиллерия США периода Холодной войны | Полевая артиллерия США периода Холодной войны | Полевая артиллерия США периода Холодной войны | Полевая артиллерия США периода Холодной войны | Полевая артиллерия США периода Холодной войны | Полевая артиллерия США периода Холодной войны | Полевая артиллерия США периода Холодной войны | Полевая артиллерия США периода Холодной войны | Полевая артиллерия США периода Холодной войны | Полевая артиллерия США периода Холодной войны | Полевая артиллерия США периода Холодной войны | Полевая артиллерия США периода Холодной войны | Полевая артиллерия США периода Холодной войны | Полевая артиллерия США периода Холодной войны |
| Модель | Тип                                           | Калибр, мм                                    | Макс. дальность (м)                           | Макс. дальность (м)                           | Метательный заряд                             | Боеприпасы                                    | Боеприпасы                                    | Боеприпасы                                    | Боеприпасы                                    | Боеприпасы                                    | Боеприпасы                                    | Боеприпасы                                    | Боеприпасы                                    | Артиллерийская поддержка                      | Стоимость, долл. США                          |
| Модель | Тип                                           | Калибр, мм                                    | обыкн.                                        | АРС                                           | Метательный заряд                             | ОФ                                            | АРС                                           | ядер.                                         | хим.                                          | касс.                                         | ДМ                                            | ПТ                                            | ПП                                            | Артиллерийская поддержка                      | Стоимость, долл. США                          |
| --- | --------------------------------------------- | --------------------------------------------- | --------------------------------------------- | --------------------------------------------- | --------------------------------------------- | --------------------------------------------- | --------------------------------------------- | --------------------------------------------- | --------------------------------------------- | --------------------------------------------- | --------------------------------------------- | --------------------------------------------- | --------------------------------------------- | --------------------------------------------- | --------------------------------------------- |
| M101A1 | букс.                                         | 105                                           | 11 000                                        | нет                                           | M67                                           | да                                            | да                                            |                                               | да                                            | да                                            |                                               | да                                            | да                                            | непосредственная                              | 57 982                                        |
| M102 | букс.                                         | 105                                           | 11 500                                        | нет                                           | M67                                           | да                                            | да                                            |                                               | да                                            | да                                            |                                               | да                                            | да                                            | непосредственная                              | 56 927                                        |
| M109 | САУ                                           | 155                                           | 14 600                                        | 19 400                                        | M3, M4                                        | да                                            | да                                            | да                                            | да                                            | да                                            | да                                            |                                               |                                               | непосредственная                              | 226 475                                       |
| M109A1 | САУ                                           | 155                                           | 18 000                                        | 24 000                                        | M3, M4, M119, XM164, XM201                    | да                                            | да                                            | да                                            | да                                            | да                                            | да                                            |                                               |                                               | непосредственная                              | 245 000                                       |
| M114A1 | букс.                                         | 155                                           | 14 600                                        | нет                                           | M3, M4                                        | да                                            |                                               | да                                            | да                                            | да                                            |                                               |                                               |                                               | общая                                         | 90 610                                        |
| M198 | букс.                                         | 155                                           | 24 000                                        | 30 000                                        | XM164, XM201, XM203                           | да                                            | да                                            | да                                            | да                                            | да                                            | да                                            |                                               |                                               | общая                                         | 125 828                                       |
| M107 | САУ                                           | 175                                           | 32 600                                        | нет                                           | M86A2                                         | да                                            |                                               |                                               |                                               |                                               |                                               |                                               |                                               | общая                                         | 293 542                                       |
| M110 | САУ                                           | 203                                           | 18 600                                        | 20 800                                        | M1, M2                                        | да                                            | да                                            | да                                            | да                                            | да                                            |                                               |                                               |                                               | общая                                         | 326 500                                       |
| M110E2 | САУ                                           | 203                                           | н/д                                           | н/д                                           | M1, M2, XM188E1                               | да                                            | да                                            | да                                            | да                                            | да                                            |                                               |                                               |                                               | общая                                         | 49 108                                        |
| XM204 | букс.                                         | 105                                           | н/д                                           | н/д                                           | M67, XM200                                    | да                                            | да                                            |                                               | да                                            | да                                            |                                               | да                                            | да                                            | непосредственная                              | н/д                                           |
| Statement of Lt. Gen. John R. Deane, Chief of Research and Development, Department of the Army. / Dept of Defense Appropriations for Fiscal Year 1975. — April 4, 1974. — Pt. 2 — P. 581 — 788 p. Statement of Lt. Gen. Howard H. Cooksey, Acting Deputy Chief of Staff for Research, Development, and Acquisition. / Hearings on S. 920. — February 27, 1975. — Pt. 4 — P. 1897 — 2167 p. |                                               |                                               |                                               |                                               |                                               |                                               |                                               |                                               |                                               |                                               |                                               |                                               |                                               |                                               |                                               |

### Образцы иностранных самоходных установок
|                                            | 2С19М2 «Мста-С» | M109A7 | PzH 2000 | AMX AuF1T | AS90 «Braveheart» |
| ------------------------------------------ | --------------- | ------ | -------- | --------- | ----------------- |
| Внешний вид                                |                 |        |          |           |                   |
| Год принятия на вооружение                 | 2012            | 2016   | 1998     | 1988      | 1998              |
| Боевая масса, т                            | 43,24           | 36,2   | 55,0     | 43,0      | 45,0              |
| Экипаж                                     | 5               | 4      | 3+2      | 4         | 5                 |
| Калибр пушки, мм                           | 152             | 155    | 155      | 155       | 155               |
| Длина ствола, калибров                     | 47              | 39     | 52       | 39        | 52                |
| Боекомплект пушки, выстрелов               | 50              | 39     | 60       | 42        | 48                |
| Максимальная дальность стрельбы ОФС, км    | 24,7            | 22     | 30       | 23        | 30                |
| Максимальная дальность стрельбы АР ОФС, км | 29              | 30     | 40       | 28        | 40                |
| Максимальная скорострельность, выстр./мин  | 10              | 6      | 8-10     | 8         | 6                 |
| Мощность двигателя, л. с.                  | 780             | 675    | 986      | 720       | 660               |
| Максимальная скорость, км/ч                | 60              | 61     | 60       | 60        | 53                |
| Запас хода по шоссе, км                    | 600             | 300    | 420      | 450       | 420               |

|                                            | Пальмария | K9 Thunder | SSPH Primus | PLZ-45 | PLZ-05 | Тип 99 |
| ------------------------------------------ | --------- | ---------- | ----------- | ------ | ------ | ------ |
| Внешний вид                                |           |            |             |        |        |        |
| Год принятия на вооружение                 | 1982      | 1998       | 2002        | 1997   | 2007   | 1999   |
| Боевая масса, т                            | 46,0      | 47,0       | 28,3        | 33,0   | 35,0   | 40,0   |
| Экипаж                                     | 5         | 5          | 4           | 5      | 5      | 4      |
| Калибр пушки, мм                           | 155       | 155        | 155         | 155    | 155    | 155    |
| Длина ствола, калибров                     | 41        | 52         | 39          | 45     | 52     | 52     |
| Боекомплект пушки, выстрелов               | 30        | 48         | 26          | 30     | 30     | 30     |
| Максимальная дальность стрельбы ОФС, км    | 24,7      | 30         | 19          | 24     | 39     | 30     |
| Максимальная дальность стрельбы АР ОФС, км | 30        | 40         | 30          | 39     | 52     | 38     |
| Максимальная скорострельность, выстр./мин  | 4         | 6-8        | 6           | 4-5    | 8      | 6      |
| Мощность двигателя, л. с.                  | 750       | 1000       | 550         | 520    | 520    | 600    |
| Максимальная скорость, км/ч                | 60        | 67         | 50          | 55     | 55     | 60     |
| Запас хода по шоссе, км                    | 500       | 480        | 350         | 550    | 550    | 300    |

Сноски
1. ↑  дальность стрельбы снарядом XM982 составляет до 40 км
2. ↑  дальность стрельбы снарядом V-LAP составляет до 56 км

## Галерея

Модификации М109
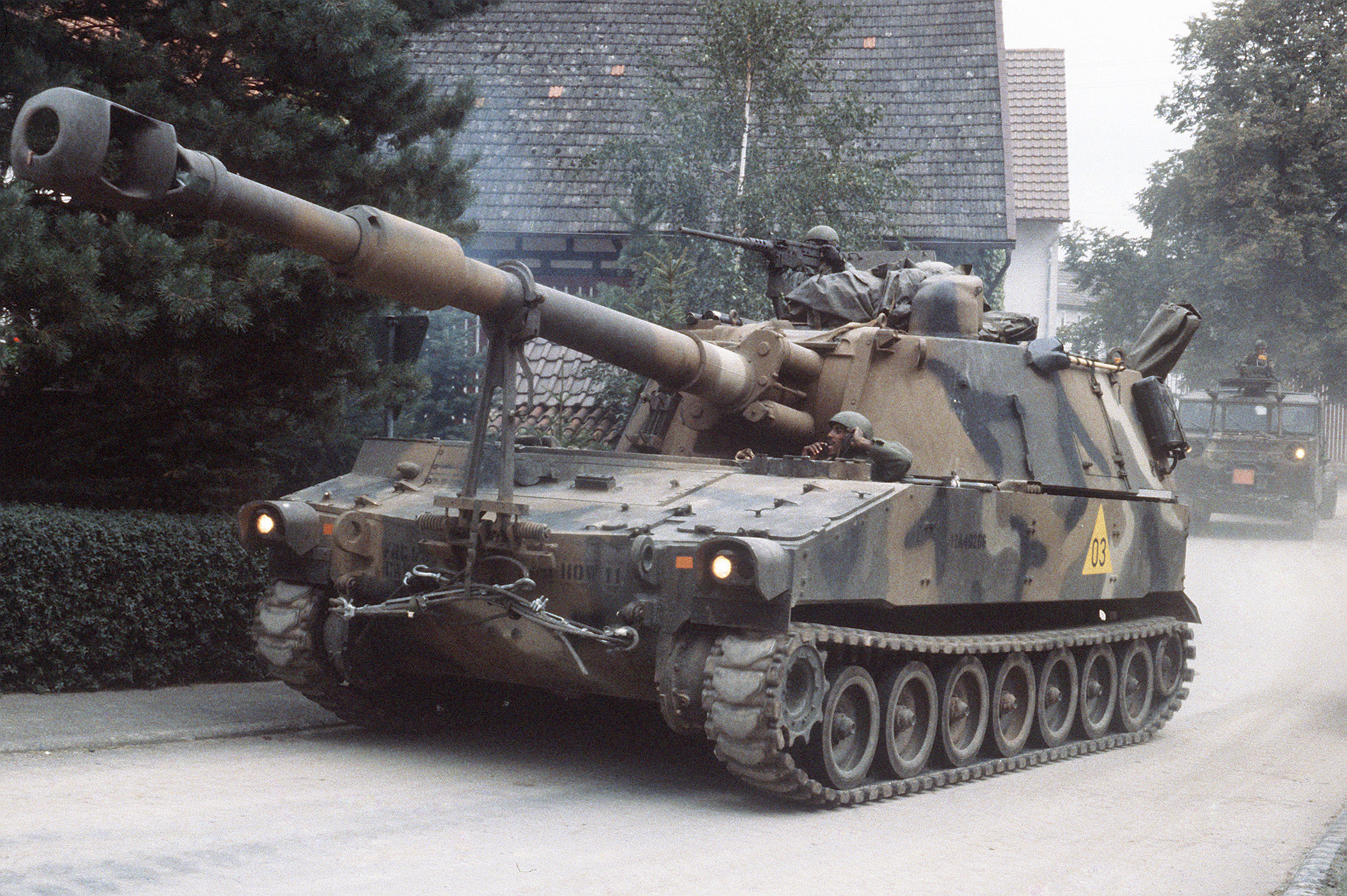
M109A1
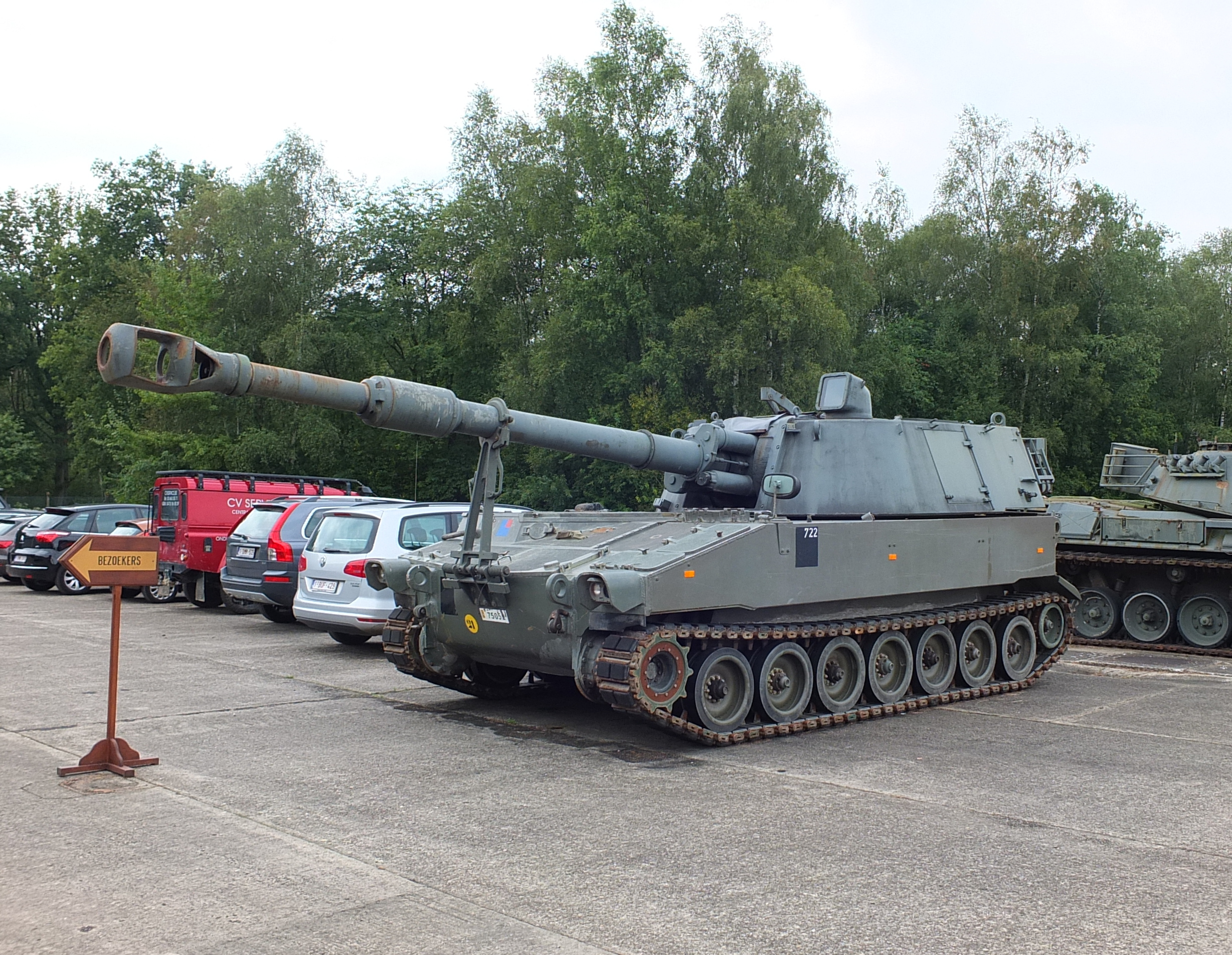
M109A2
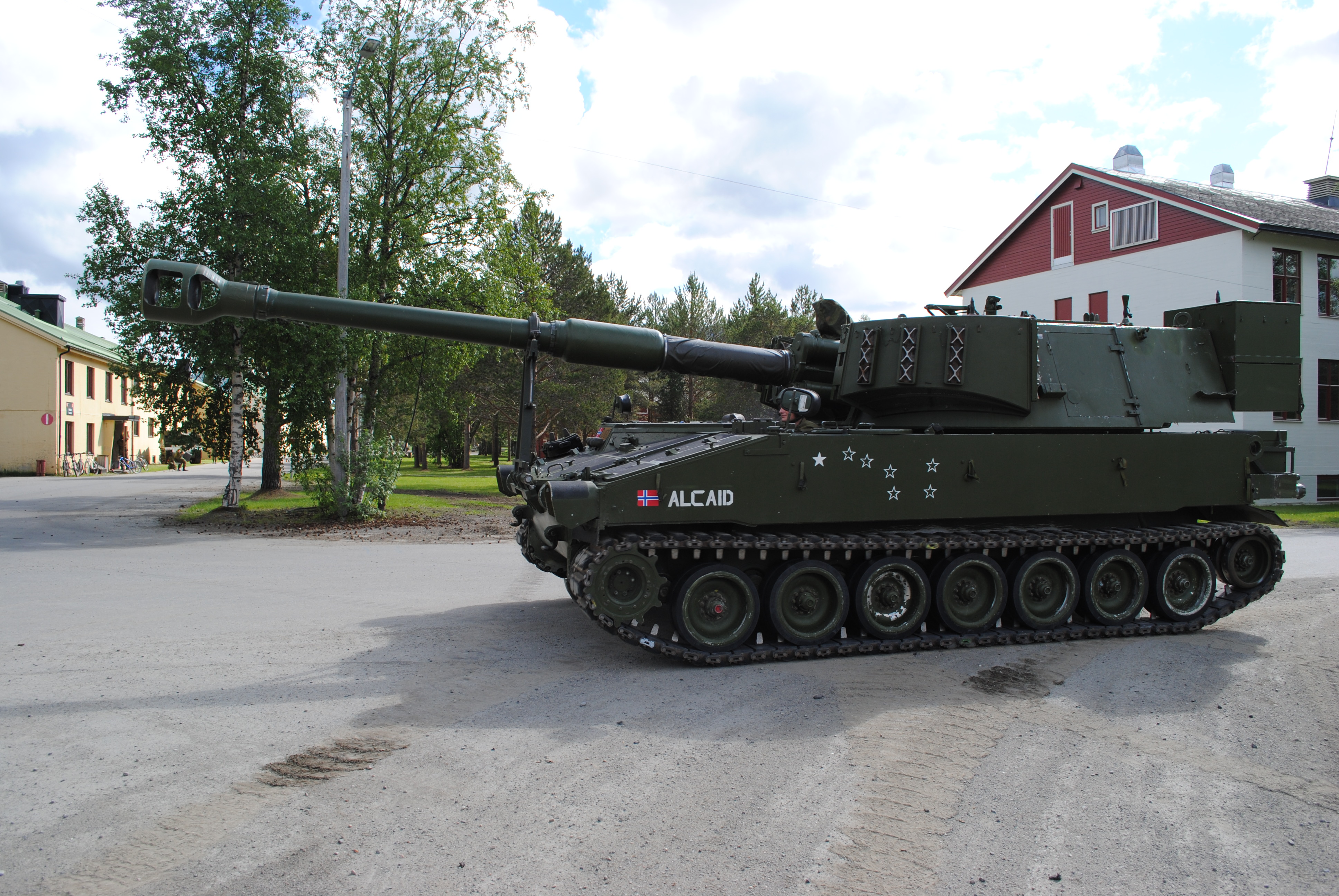
M109A3
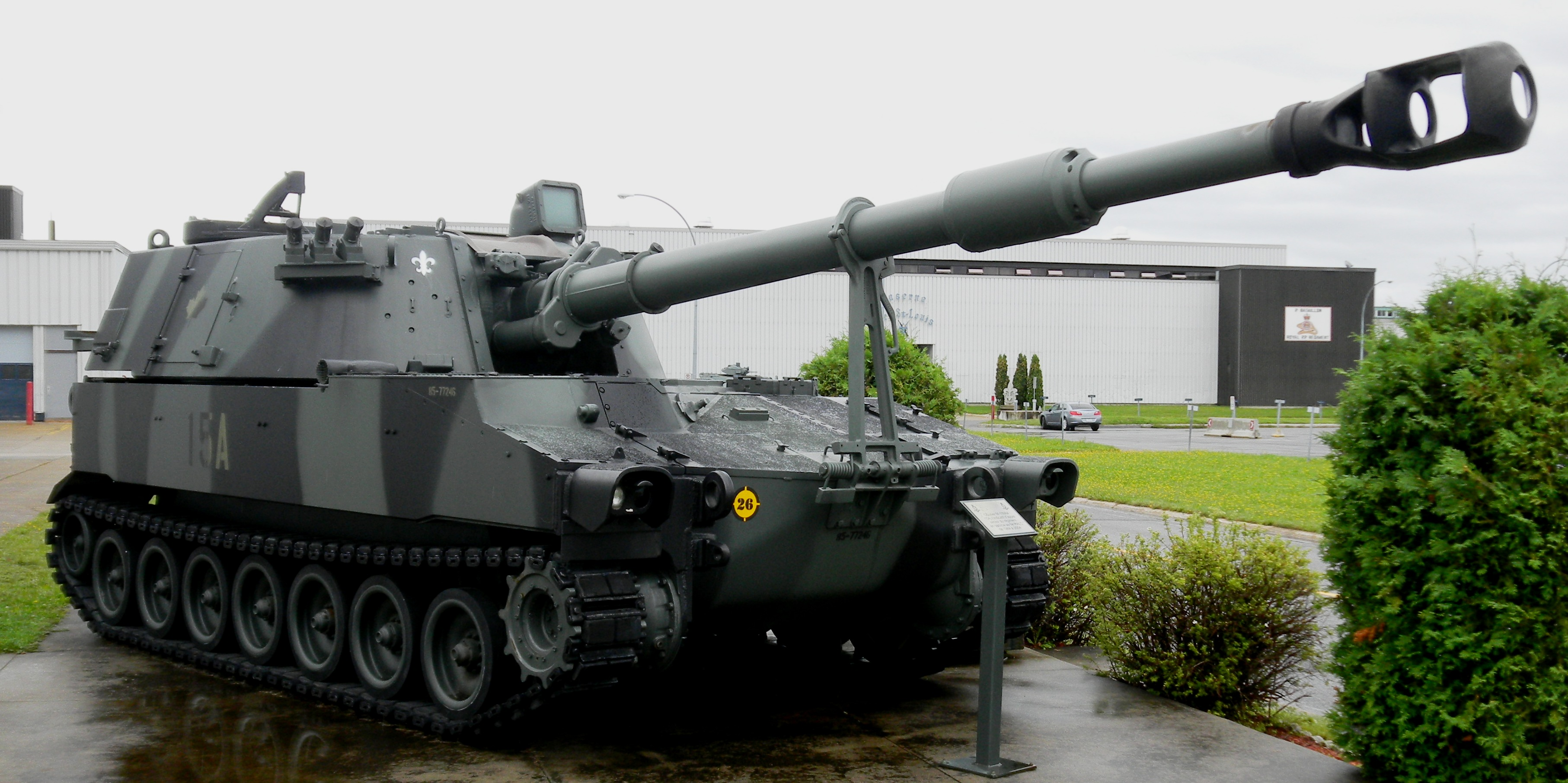
M109A4
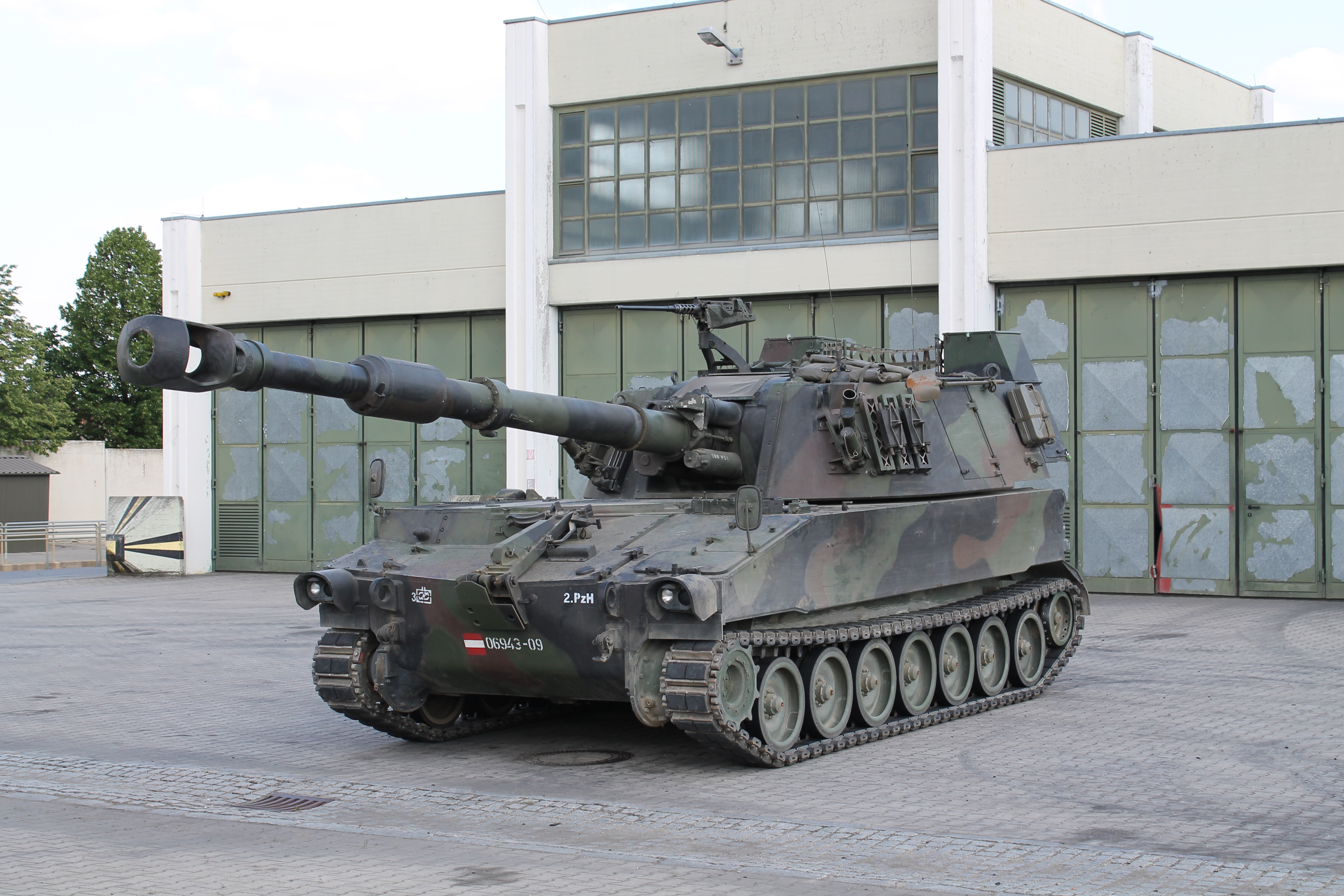
M109A5
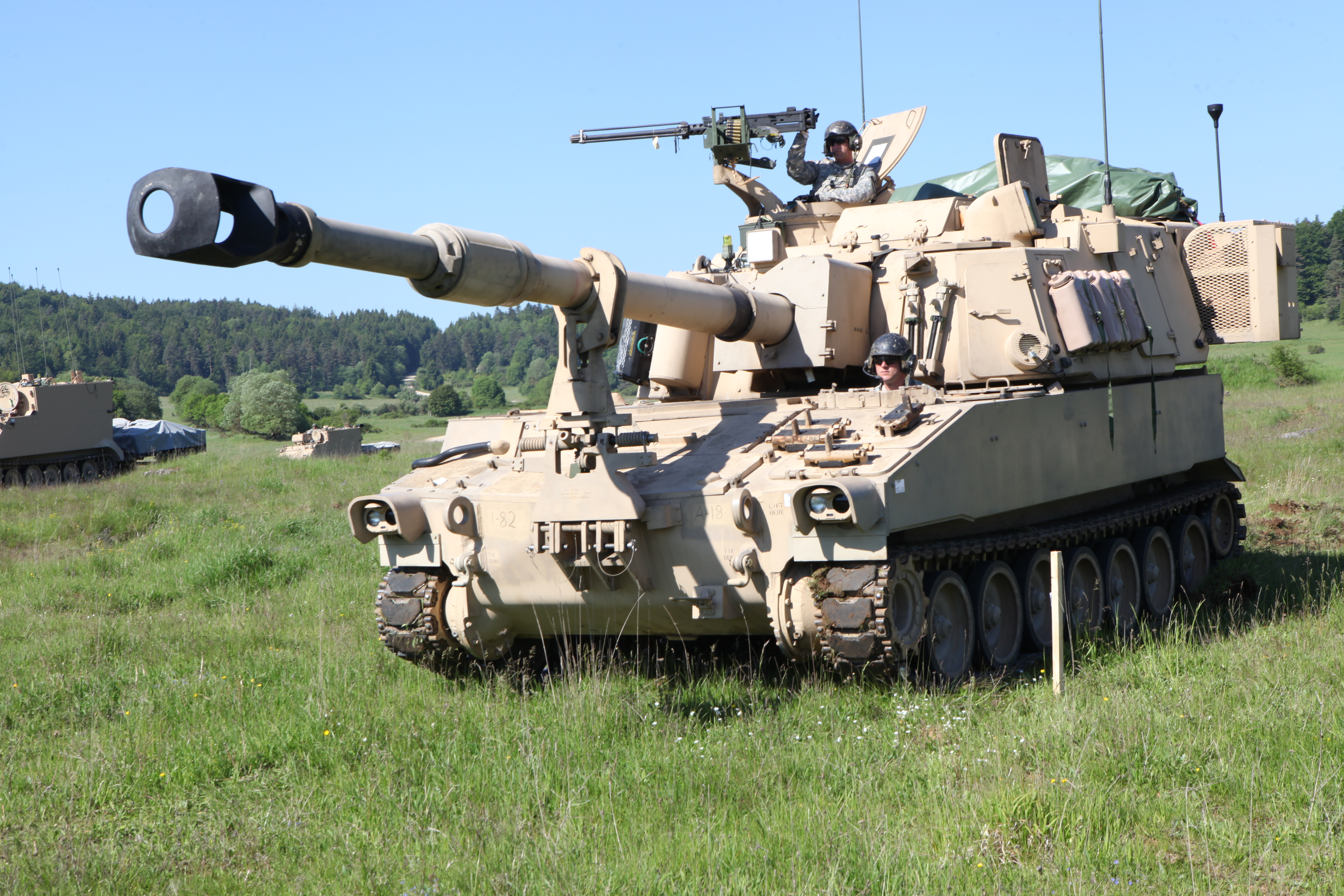
M109A6
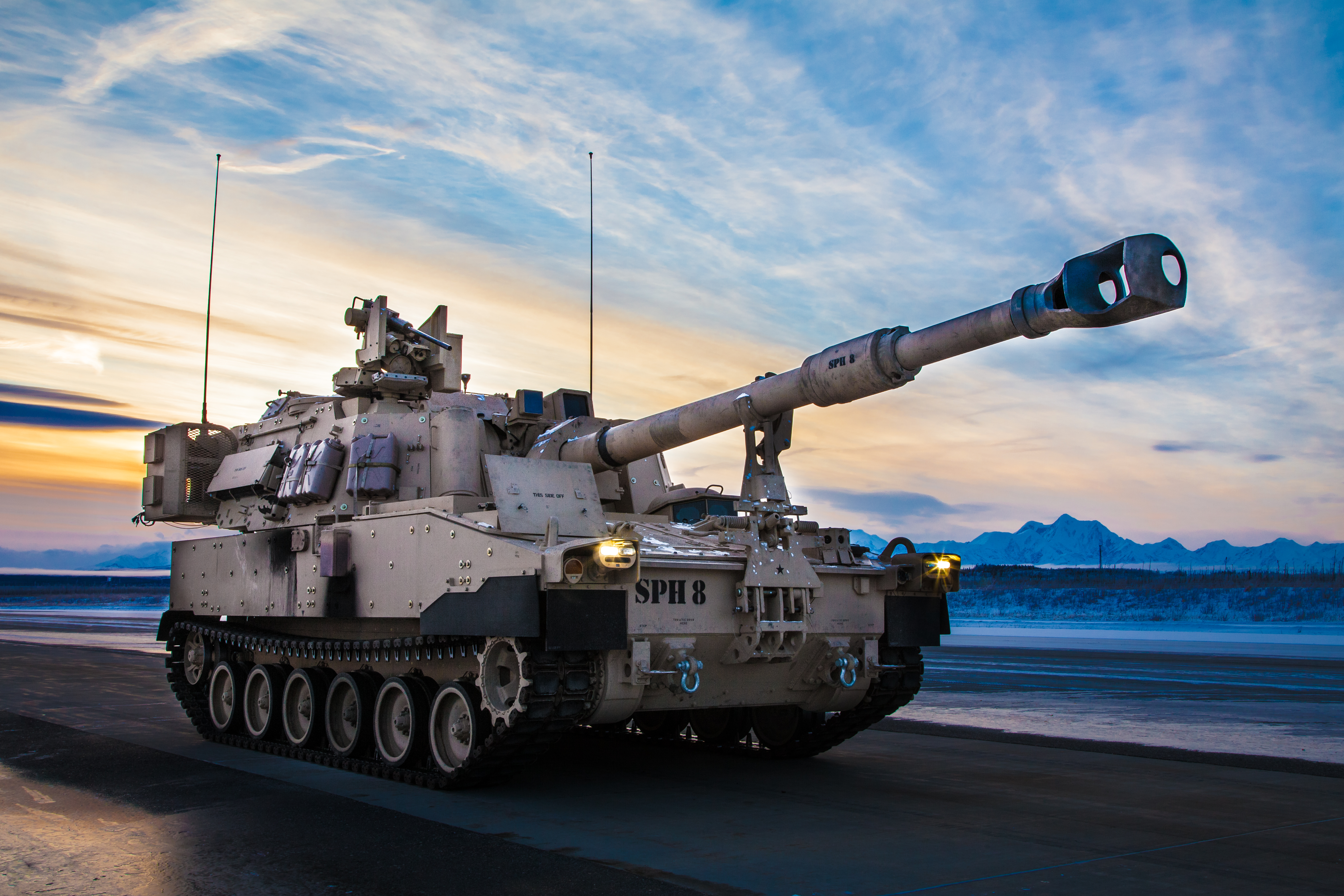
M109A7